# Biletzky Ferenc
Biletzky Ferenc, Biletzki (17. század) magyar jezsuita rendi tanár.

## Élete
Munkácsi származású; Nagyszombatban végezte a teológiát; ugyanott tanította a bölcseletet 1678-ban és Kassán az ékesszólást 1690-ben.

## Munkái
- Nova foedera Palladis et Martis e Josephi I. Rom. regis coronatione orta. Cassoviae, 1690 (versben)